# Pannonische Sanddünen
Pannonische Sanddünen este o arie protejată (arie specială de conservare — SAC, sit de importanță comunitară — SCI) din Austria întinsă pe o suprafață de 2.504,97 ha, integral pe uscat.

## Localizare
Centrul sitului Pannonische Sanddünen este situat la coordonatele 48°17′50″N 16°44′45″E / 48.2972°N 16.7458°E.

## Înființare
Situl Pannonische Sanddünen a fost declarat sit de importanță comunitară în ianuarie 1998 pentru a proteja 1 specie de plante și 8 specii de animale. Situl a fost protejat și ca arie specială de conservare în martie 2011.

## Biodiversitate
Situată în ecoregiunea continentală, aria protejată conține 6 habitate naturale: Formațiuni de Juniperus communis pe lande sau pajiști calcaroase, Pajiști stepice subpanonice, Stepe panonice nisipoase, Păduri panonice cu Quercus petraea și Carpinus betulus, Păduri stepice euro-siberiene cu Quercus spp., Păduri mixte riverane de Quercus robur, Ulmus laevis și Ulmus minor, Fraxinus excelsior sau Fraxinus angustifolia, de-a lungul marilor râuri (Ulmenion minoris).
La baza desemnării sitului se află mai multe specii protejate:
- plante (1): Himantoglossum adriaticum
- amfibieni (1): triton cu creastă dobrogean (Triturus dobrogicus)
- mamifere (2): dihor de stepă (Mustela eversmanii), popândău (Spermophilus citellus)
- nevertebrate (5): croitorul mare al stejarului (Cerambyx cerdo), fluturele de noapte (Eriogaster catax), Euplagia quadripunctaria, rădașcă (Lucanus cervus), fluturele purpuriu (Lycaena dispar)

Pe lângă speciile protejate, pe teritoriul sitului au mai fost identificate 50 de specii de plante, 1 specie de amfibieni, 21 de specii de nevertebrate, 2 specii de reptile.